# Djuptjärnen (Karlanda socken, Värmland, 660215-129036)
Djuptjärnen är en sjö i Årjängs kommun i Värmland och ingår i Göta älvs huvudavrinningsområde. Sjön är 6,5 meter djup, har en yta på 0,093 kvadratkilometer och är belägen 145,9 meter över havet.